# Impact de Montréal 2018
Questa voce raccoglie le informazioni riguardanti l'Impact de Montréal nelle competizioni ufficiali della stagione 2018.

## Stagione
Nel 2018 l'Impact disputa la settima stagione nella MLS, il massimo campionato calcistico di USA e Canada, e la venticinquesima totale della propria storia. Quest'ultima ricorrenza viene celebrata dalla società con diversi eventi nel corso della stagione. La campagna abbonamenti si chiude con circa 9.000 tessere vendute.
La pausa invernale viene contrassegnata dall'addio di due giocatori simbolo del club: lo storico capitano Patrice Bernier, che si ritira dal calcio giocato, e l'esperto difensore Laurent Ciman, ceduto al Los Angeles FC. Dopo la deludente stagione precedente, al posto di Mauro Biello viene chiamato in panchina il francese Rémi Garde, seguito dal suo intero staff. L'arrivo dell'allenatore europeo richiede un periodo di adattamento, così la squadra fatica fino alla fine del mese di maggio. Da quel momento in poi i montrealesi recuperano fino a lottare per un posto nei play-off, sfumato solo nelle ultime giornate.
Al termine della stagione il presidente Joey Saputo è protagonista di uno sfogo in conferenza stampa in cui lamenta delle eccessive perdite finanziarie del club: le cause principali sono a suo dire gli scarsi ricavi dal botteghino e le imposte locali troppo alte.

## Maglie e sponsor
Il fornitore tecnico, come per tutte le squadre della MLS, è l'Adidas. Per il 2018 l'Impact mantiene entrambe le maglie della stagione precedente: la prima a strisce verticali nere e azzurre con delle sottili linee bianche che corrono lungo le strisce azzurre, la seconda bianca con una lieve trama grigia a strisce verticali.
| 1ª divisa | 2ª divisa |

## Rosa
| N. |                        | Ruolo | Calciatore            |
| -- | ---------------------- | ----- | --------------------- |
| 1  | Stati Uniti (bandiera) | P     | Evan Bush             |
| 2  | Argentina (bandiera)   | D     | Víctor Cabrera        |
| 3  | Stati Uniti (bandiera) | D     | Daniel Lovitz         |
| 4  | Francia (bandiera)     | D     | Rudy Camacho          |
| 5  | Francia (bandiera)     | D     | Zakaria Diallo        |
| 6  | Canada (bandiera)      | C     | Samuel Piette         |
| 7  | Ghana (bandiera)       | A     | Dominic Oduro         |
| 8  | Algeria (bandiera)     | C     | Saphir Taïder         |
| 9  | Uruguay (bandiera)     | C     | Alejandro Silva       |
| 10 | Argentina (bandiera)   | A     | Ignacio Piatti        |
| 11 | Canada (bandiera)      | A     | Anthony Jackson-Hamel |
| 13 | Giappone (bandiera)    | C     | Ken Krolicki          |
| 14 | Canada (bandiera)      | C     | Raheem Edwards        |
| 15 | Francia (bandiera)     | D     | Rod Fanni             |
| 16 | Cile (bandiera)        | A     | Jeisson Vargas        |
| 17 | Canada (bandiera)      | C     | David Choinière       |
| 18 | Stati Uniti (bandiera) | D     | Chris Duvall          |

| N. |                        | Ruolo | Calciatore           |
| -- | ---------------------- | ----- | -------------------- |
| 19 | Belize (bandiera)      | A     | Michael Salazar      |
| 21 | Italia (bandiera)      | A     | Matteo Mancosu       |
| 22 | Finlandia (bandiera)   | D     | Jukka Raitala        |
| 23 | Senegal (bandiera)     | P     | Clément Diop         |
| 24 | Canada (bandiera)      | C     | Michael Petrasso     |
| 25 | Canada (bandiera)      | C     | Louis Béland-Goyette |
| 26 | Stati Uniti (bandiera) | D     | Kyle Fisher          |
| 27 | Stati Uniti (bandiera) | A     | Nick DePuy           |
| 28 | Canada (bandiera)      | C     | Shamit Shome         |
| 29 | Canada (bandiera)      | C     | Mathieu Choinière    |
| 30 | Stati Uniti (bandiera) | A     | Quincy Amarikwa      |
| 32 | Uganda (bandiera)      | C     | Micheal Azira        |
| 33 | Italia (bandiera)      | C     | Marco Donadel        |
| 33 | Francia (bandiera)     | D     | Bacary Sagna         |
| 40 | Canada (bandiera)      | P     | Jason Beaulieu       |
| 41 | Canada (bandiera)      | P     | James Pantemis       |

## Calciomercato

### Sessione invernale
| Acquisti | Acquisti                | Acquisti             | Acquisti              |
| R.       | Nome                    | da                   | Modalità              |
| -------- | ----------------------- | -------------------- | --------------------- |
| P        | Jason Beaulieu          | New Mexico Lobos     | definitivo            |
| P        | Clément Diop            | Los Angeles Galaxy   | definitivo            |
| P        | James Pantemis          |                      | dal settore giovanile |
| D        | Zakaria Diallo          | Stade Brestois 29    | definitivo            |
| D        | Wandrille Lefèvre       | Ottawa Fury          | rientro prestito      |
| D        | Thomas Meilleur-Giguère |                      | dal settore giovanile |
| D        | Jukka Raitala           | Los Angeles FC       | definitivo            |
| C        | Raheem Edwards          | Los Angeles FC       | definitivo            |
| C        | Ken Krolicki            | Michigan State Univ. | definitivo            |
| C        | Michael Petrasso        | QPR                  | definitivo            |
| C        | Saphir Taïder           | Bologna              | prestito              |
| A        | Nick DePuy              | Ottawa Fury          | rientro prestito      |
| A        | Jeisson Vargas          | Universidad Católica | definitivo            |

| Cessioni | Cessioni                | Cessioni          | Cessioni      |
| R.       | Nome                    | a                 | Modalità      |
| -------- | ----------------------- | ----------------- | ------------- |
| P        | Maxime Crépeau          | Ottawa Fury       | prestito      |
| P        | Eric Kronberg           |                   | svincolato    |
| D        | Deian Boldor            | Bologna           | fine prestito |
| D        | Laurent Ciman           | Los Angeles FC    | definitivo    |
| D        | Shaun Francis           |                   | svincolato    |
| D        | Wandrille Lefèvre       |                   | svincolato    |
| D        | Thomas Meilleur-Giguère | Ottawa Fury       | prestito      |
| D        | Ambroise Oyongo         | Montpellier       | definitivo    |
| C        | Hernán Bernardello      | Newell's Old Boys | definitivo    |
| C        | Patrice Bernier         |                   | fine carriera |
| C        | Hassoun Camara          |                   | fine carriera |
| C        | Blerim Džemaili         | Bologna           | fine prestito |
| A        | Ballou Tabla            | Barcellona B      | definitivo    |
| A        | Nick DePuy              | Fremad Amager     | prestito      |
| A        | Andrés Fabricio Romero  | San Martín        | definitivo    |
| A        | Michael Salazar         | Ottawa Fury       | prestito      |

### A stagione in corso
| Acquisti | Acquisti        | Acquisti             | Acquisti         |
| R.       | Nome            | da                   | Modalità         |
| -------- | --------------- | -------------------- | ---------------- |
| D        | Rudy Camacho    | Waasland-Beveren     | definitivo       |
| D        | Rod Fanni       |                      | definitivo       |
| D        | Bacary Sagna    |                      | definitivo       |
| C        | Micheal Azira   | Colorado Rapids      | definitivo       |
| C        | Alejandro Silva | Lanús                | definitivo       |
| C        | Shamit Shome    | Ottawa Fury          | rientro prestito |
| A        | Quincy Amarikwa | San Jose Earthquakes | definitivo       |
| A        | Nick DePuy      | Fremad Amager        | rientro prestito |
| A        | Michael Salazar | Ottawa Fury FC       | rientro prestito |

| Cessioni | Cessioni         | Cessioni             | Cessioni   |
| R.       | Nome             | a                    | Modalità   |
| -------- | ---------------- | -------------------- | ---------- |
| C        | Marco Donadel    |                      | svincolato |
| C        | Raheem Edwards   | Chicago Fire         | definitivo |
| C        | Michael Petrasso | Ottawa Fury          | prestito   |
| C        | Shamit Shome     | Ottawa Fury          | prestito   |
| A        | Nick DePuy       |                      | svincolato |
| A        | Dominic Oduro    | San Jose Earthquakes | definitivo |

## Risultati

### MLS
La MLS non adotta il sistema a due gironi, uno di andata e uno di ritorno, tipico in Europa per i campionati di calcio, ma un calendario di tipo sbilanciato. Nel 2018 l'Impact disputa solo una gara con le dodici squadre della Western conference, due gare (andata e ritorno) con otto squadre della propria conference, e infine tre gare con altre due squadre della propria conference (in questa stagione New England Revolution e Toronto FC).
| Arbitro: | D. Fischer |

|                       |           |             |
| Kamara 63’ Davies 70’ | Marcatori | 81’ Mancosu |

| Arbitro: | C. Penso |

|                                          |           |                        |
| Higuain 12’ (rig.) Zardes 15’ 94’ (rig.) | Marcatori | 59’ Piatti 85’ Edwards |

| Arbitro: | R. Sibiga |

|            |           |  |
| Vargas 41’ | Marcatori |  |

| Arbitro: | I. Elfath |

|  |           |            |
|  | Marcatori | 60’ Vargas |

| Arbitro: | J.C. Rivero |

|                                                   |           |  |
| Bunbury 20’ Farrell 45+6’ Fagundez 71’ Zahibo 80’ | Marcatori |  |

| Arbitro: | A.Villarreal |

|                                           |           |            |
| Wright-Phillips 5’ Romero 57’ Murillo 76’ | Marcatori | 33’ Vargas |

| Arbitro: | A. Chapman |

|                          |           |                                                                  |
| Piatti 9’ 16’ (rig.) 43’ | Marcatori | 24’ Ciman 52’ Feilhaber 57’ (aut.) Raitala 83’ Vela 89’ Blessing |

| Arbitro: | H. Grajeda |

|                                       |           |            |
| Almiron 70’ (rig.) 84’ Kratz 78’, 94’ | Marcatori | 13’ Taider |

| Arbitro: | B. Friedel |

|                                                 |           |                 |
| Jackson-Hamel 45+2’, 52’ Edwards 65’ Piatti 68’ | Marcatori | 78’, 86’ Zahibo |

| Arbitro: | S. Stoica |

|           |           |  |
| Ellis 89’ | Marcatori |  |

| Arbitro: | K. Stott |

|  |           |                          |
|  | Marcatori | 43’ Burke 88’ Medunjanin |

| Arbitro: | I. Elfath |

|  |           |            |
|  | Marcatori | 75’ Kamara |

| Arbitro: | A. Kelly |

|                        |           |  |
| Ramirez 52’ Ibarra 58’ | Marcatori |  |

| Arbitro: | R. Sibiga |

|            |           |  |
| Vargas 44’ | Marcatori |  |

| Arbitro: | N. Saghafi |

|                                   |           |  |
| Mancosu 5’ (aut.) Diaz 18’ (rig.) | Marcatori |  |

| Arbitro: | A. Villareal |

|                                       |           |  |
| Piatti 5’ (rig.) 92’ Tarek 55’ (aut.) | Marcatori |  |

| Arbitro: | D. Fischer |

|  |           |                            |
|  | Marcatori | 13’ (aut.) Sané 84’ Piatti |

| Arbitro: | T. Unkel |

|                             |           |  |
| Piatti 54’ Silva 70’ (rig.) | Marcatori |  |

| Arbitro: | A. Chapman |

|                 |           |           |
| Taider 55’, 56’ | Marcatori | 78’ Badji |

| Arbitro: | A. Kelly |

|                                    |           |  |
| Medina 60’ Matarrita 65’ Lewis 76’ | Marcatori |  |

| Arbitro: | J. Dickerson |

|                      |           |  |
| Taider 8’ Piatti 74’ | Marcatori |  |

| Arbitro: | F. Bazakos |

|                           |           |                        |
| Armenteros 39’ Valeri 65’ | Marcatori | 23’ Taider 41’ Mancosu |

| Arbitro: | H. Grajeda |

|            |           |                   |
| Piatti 87’ | Marcatori | 31’, 57’ Martinez |

| Arbitro: | I. Elfath |

|            |           |          |
| Mancosu 5’ | Marcatori | 70’ Asad |

| Arbitro: | C. Penso |

|                       |           |             |
| Joao Plata 26’ (rig.) | Marcatori | 55’ Raitala |

| Arbitro: | B. Toledo |

|                             |           |             |
| Piatti 6’ (rig.) Lovitz 91’ | Marcatori | 70’ Nikolić |

| Arbitro: | M. Geiger |

|                             |           |           |
| Giovinco 7’, 22’ Osorio 29’ | Marcatori | 30’ Silva |

| Arbitro: | J. Marrufo |

|                                |           |  |
| Fanni 30’ Sagna 38’ Piatti 93’ | Marcatori |  |

| Arbitro: | A. Villareal |

|            |           |                                        |
| Trusty 11’ | Marcatori | 28’, 76’ Silva 39’ Taider 63’ Amarikwa |

| Arbitro: | N. Saghafi |

|                    |           |           |
| Camacho 17’ (aut.) | Marcatori | 27’ Azira |

| Arbitro: | T. Unkel |

|                                             |           |  |
| Acosta 17’ Rooney 48’, 82’ Arriola 61’, 78’ | Marcatori |  |

| Arbitro: | A. Kelly |

|                                        |           |  |
| Taider 32’ (rig.) Silva 44’ Piatti 59’ | Marcatori |  |

| Arbitro: | B. Toledo |

|                       |           |  |
| Piatti 74’ (rig.) 89’ | Marcatori |  |

| Arbitro: | A. Villareal |

|              |           |  |
| Fagundez 74’ | Marcatori |  |

### Canadian Championship
| Arbitro: | Y. Rudolf |

|           |           |  |
| Silva 58’ | Marcatori |  |

| Arbitro: | D. Barrie |

|                             |           |  |
| Reyna 19’ Kamara 60’ (rig.) | Marcatori |  |

## Statistiche

### Statistiche di squadra
| Competizione          | Punti | In casa | In casa | In casa | In casa | In casa | In casa | In trasferta | In trasferta | In trasferta | In trasferta | In trasferta | In trasferta | Totale | Totale | Totale | Totale | Totale | Totale |
| Competizione          | Punti | G       | V       | N       | P       | Gf      | Gs      | G            | V            | N            | P            | Gf           | Gs           | G      | V      | N      | P      | Gf     | Gs     |
| --------------------- | ----- | ------- | ------- | ------- | ------- | ------- | ------- | ------------ | ------------ | ------------ | ------------ | ------------ | ------------ | ------ | ------ | ------ | ------ | ------ | ------ |
| MLS                   | 46    | 17      | 11      | 2       | 4       | 31      | 16      | 17           | 3            | 2            | 12           | 16           | 37           | 34     | 14     | 4      | 16     | 47     | 53     |
| Canadian Championship |       | 1       | 1       | 0       | 0       | 1       | 0       | 1            | 0            | 0            | 1            | 0            | 2            | 2      | 1      | 0      | 1      | 1      | 2      |
| Totale                |       | 18      | 12      | 2       | 4       | 32      | 16      | 18           | 3            | 2            | 13           | 16           | 39           | 36     | 15     | 4      | 17     | 48     | 55     |

### Statistiche dei giocatori
| Giocatore         | MLS      | MLS  | MLS         | MLS        | Canadian Championship | Canadian Championship | Canadian Championship | Canadian Championship | Totale   | Totale | Totale      | Totale     |
| Giocatore         | Presenze | Reti | Ammonizioni | Espulsioni | Presenze              | Reti                  | Ammonizioni           | Espulsioni            | Presenze | Reti   | Ammonizioni | Espulsioni |
| ----------------- | -------- | ---- | ----------- | ---------- | --------------------- | --------------------- | --------------------- | --------------------- | -------- | ------ | ----------- | ---------- |
| Q. Amarikwa       | 10       | 1    | -           | -          | 0                     | 0                     | -                     | -                     | 10       | 1      | -           | -          |
| M. Azira          | 10       | 1    | 2           | -          | 0                     | 0                     | -                     | -                     | 10       | 1      | 2           | -          |
| J. Beaulieu       | 0        | 0    | -           | -          | 0                     | 0                     | -                     | -                     | 0        | 0      | -           | -          |
| L. Béland-Goyette | 4        | 0    | -           | -          | 0                     | 0                     | -                     | -                     | 4        | 0      | -           | -          |
| E. Bush           | 34       | -53  | 1           | -          | 0                     | 0                     | -                     | -                     | 34       | -53    | 1           | -          |
| V. Cabrera        | 13       | 0    | 2           | 1          | 2                     | 0                     | -                     | -                     | 15       | 0      | 2           | 1          |
| R. Camacho        | 18       | 0    | 2           | -          | 1                     | 0                     | -                     | -                     | 19       | 0      | 2           | -          |
| D. Choinière      | 1        | 0    | -           | -          | 0                     | 0                     | -                     | -                     | 1        | 0      | -           | -          |
| M. Choinière      | 5        | 0    | -           | -          | 1                     | 0                     | -                     | -                     | 6        | 0      | -           | -          |
| Z. Diallo         | 0        | 0    | -           | -          | 0                     | 0                     | -                     | -                     | 0        | 0      | -           | -          |
| C. Diop           | 0        | 0    | -           | -          | 2                     | -2                    | -                     | -                     | 2        | -2     | -           | -          |
| M. Donadel        | 2        | 0    | 2           | -          | 0                     | 0                     | -                     | -                     | 2        | 0      | 2           | -          |
| C. Duvall         | 15       | 0    | 4           | -          | 0                     | 0                     | -                     | -                     | 15       | 0      | 4           | -          |
| R. Edwards        | 14       | 2    | 3           | -          | 0                     | 0                     | -                     | -                     | 14       | 2      | 3           | -          |
| R. Fanni          | 26       | 1    | -           | -          | 1                     | 0                     | -                     | -                     | 27       | 1      | -           | -          |
| K. Fisher         | 0        | 0    | -           | -          | 0                     | 0                     | -                     | -                     | 0        | 0      | -           | -          |
| A. Jackson-Hamel  | 15       | 2    | -           | -          | 1                     | 0                     | -                     | -                     | 16       | 2      | -           | -          |
| K. Krolicki       | 24       | 0    | 5           | -          | 2                     | 0                     | -                     | -                     | 26       | 0      | 5           | -          |
| D. Lovitz         | 31       | 1    | 3           | 1          | 2                     | 0                     | -                     | -                     | 33       | 1      | 3           | 1          |
| M. Mancosu        | 20       | 3    | 1           | -          | 1                     | 0                     | -                     | -                     | 21       | 3      | 1           | -          |
| D. Oduro          | 5        | 0    | -           | -          | 0                     | 0                     | -                     | -                     | 5        | 0      | -           | -          |
| J. Pantemis       | 0        | 0    | -           | -          | 0                     | 0                     | -                     | -                     | 0        | 0      | -           | -          |
| M. Petrasso       | 14       | 0    | 2           | -          | 2                     | 0                     | -                     | -                     | 16       | 0      | 2           | -          |
| I. Piatti         | 32       | 16   | 2           | -          | 2                     | 0                     | -                     | -                     | 34       | 16     | 2           | -          |
| S. Piette         | 34       | 0    | 5           | -          | 2                     | 0                     | 1                     | -                     | 36       | 0      | 6           | -          |
| J. Raitala        | 27       | 1    | 2           | -          | 2                     | 0                     | -                     | -                     | 29       | 1      | 2           | -          |
| B. Sagna          | 9        | 1    | 3           | -          | 0                     | 0                     | -                     | -                     | 9        | 1      | 3           | -          |
| S. Shome          | 5        | 0    | -           | -          | 1                     | 0                     | -                     | -                     | 6        | 0      | -           | -          |
| A. Silva          | 31       | 5    | 4           | -          | 2                     | 1                     | 1                     | -                     | 33       | 6      | 5           | -          |
| S. Taïder         | 33       | 7    | 3           | 1          | 2                     | 0                     | -                     | -                     | 35       | 7      | 3           | 1          |
| J. Vargas         | 19       | 4    | 1           | -          | 2                     | 0                     | -                     | -                     | 21       | 4      | 1           | -          |

## Giovanili
Da quest'anno vengono modificate le categorie d'eta della USSDA e viene introdotto il torneo Under 15.
- Under 19: 1° nella northeast division della east conference del campionato USSDA 2017-2018. 2° nel gruppo B dei play-off[18]
- Under 17: 1° nella northeast division della east conference del campionato USSDA 2017-2018. Quarto dopo i play-off[19]
- Under 15: 1° nella northeast division della east conference del campionato USSDA 2017-2018[20]